# Доника, Анатолий Григорьевич
Анатолий Григорьевич Доника (род. 20 июня 1960, Красноярск) — советский и украинский хоккеист, защитник. Мастер спорта СССР. Украинский и российский тренер.

## Биография
Воспитанник красноярского «Сокола». В сезоне 1976/77 играл за «Химик» Красноярск в первенстве РСФСР. С сезона 1978/79 — в составе «Сокола», игравшего во второй лиге. В конце сезона 1981/82 перешёл в «Сокол» Киев. Бронзовый призёр чемпионата СССР 1984/85. С сезона 1989/90 играл за венгерские клубы «Лехель» (1989/90, 1991/92), «Уйпешт» (1993/94), «Непштадион» (1994/95). В сезоне 1995/96 выступал за российский «Нефтехимик» Нижнекамск.
Чемпион хоккейного турнира зимней Универсиады 1985, чемпион Венгрии 1991 г.
Окончил Киевский государственный институт физической культуры (1988, тренер-преподаватель по хоккею), Высшую школу тренеров при НГУ им. П. Ф. Лесгафта (Санкт-Петербург, 2009).
Работал четыре года тренером сборной Украины на чемпионатах мира. Тренер юниорской сборной Украины в 1998—2001 годах. Главный тренер сборной на юниорском чемпионате мира 2002 года — последнее, 10 место.
С 2008 года — тренер в системе казанского «Ак Барса». Среди воспитанников — Артём Галимов, Андрей Свечников, Александр Хованов.
Сын Виталий также хоккеист.